# Архипов, Владимир Григорьевич
Владимир Григорьевич Архипов — советский хозяйственный, государственный и политический деятель.

## Биография
Родился в 1925 году в Шахтёрске. Член КПСС с 1945 года.
С 1942 года — на хозяйственной, общественной и политической работе. В 1942—1989 гг. — колхозник, участник Великой Отечественной войны, помощник главного иненера шахты «Давыдовка», главный инженер, начальник ряда шахт в Донецкой области, первый заместитель управляющего трестом, главный инженер треста «Октябрьуголь», первый секретарь Харцызского райкома КП Украины Донецкой области, председатель Донецкого областного совета профсоюзов, председатель ЦК профсоюза угольной промышленности, заместитель заведующего Отделом ЦК КПСС, министр топливной промышленности РСФСР.
Избирался депутатом Верховного Совета РСФСР 11-го созыва.
Делегат XXII, XXIV, XXV, XXVII съездов КПСС.
Умер в 1995 году.